# سگ کوچی
کوچی (به انگلیسی: Kuchi) یا شپرد افغانی، نام یکی از نژادهای سگ است که خاستگاه آن به افغانستان می‌باشد. این سگ در میان کوچی‌های افغانستان رشد و پرورش می یابد. حداکثر اندازه این نژاد سگ در ماده‌ها بین ۵۹ تا ۷۹ و در نرها بین ۷۵ تا۸۹ می‌باشد. وزن این سگ معمولاً تقریبی بین ۵۴ گاه تا ۸۰ کیلوگرم می‌رسد.این نژاد سگ به علت قدرت درندگی فوق العاده در سالهای اخیر مورد توجه کشور های اروپایی قرار گرفته و قهرمانان میدان های جنگ سگ در افغانستان حتی به میزان یکصد هزار دلار نیز به فروش رفته و به صورت قاچاق بی رویه وارد کشورهای تاجیکستان ایران ازبکستان و روسیه میشود.